# Liste der Flüsse in Malawi

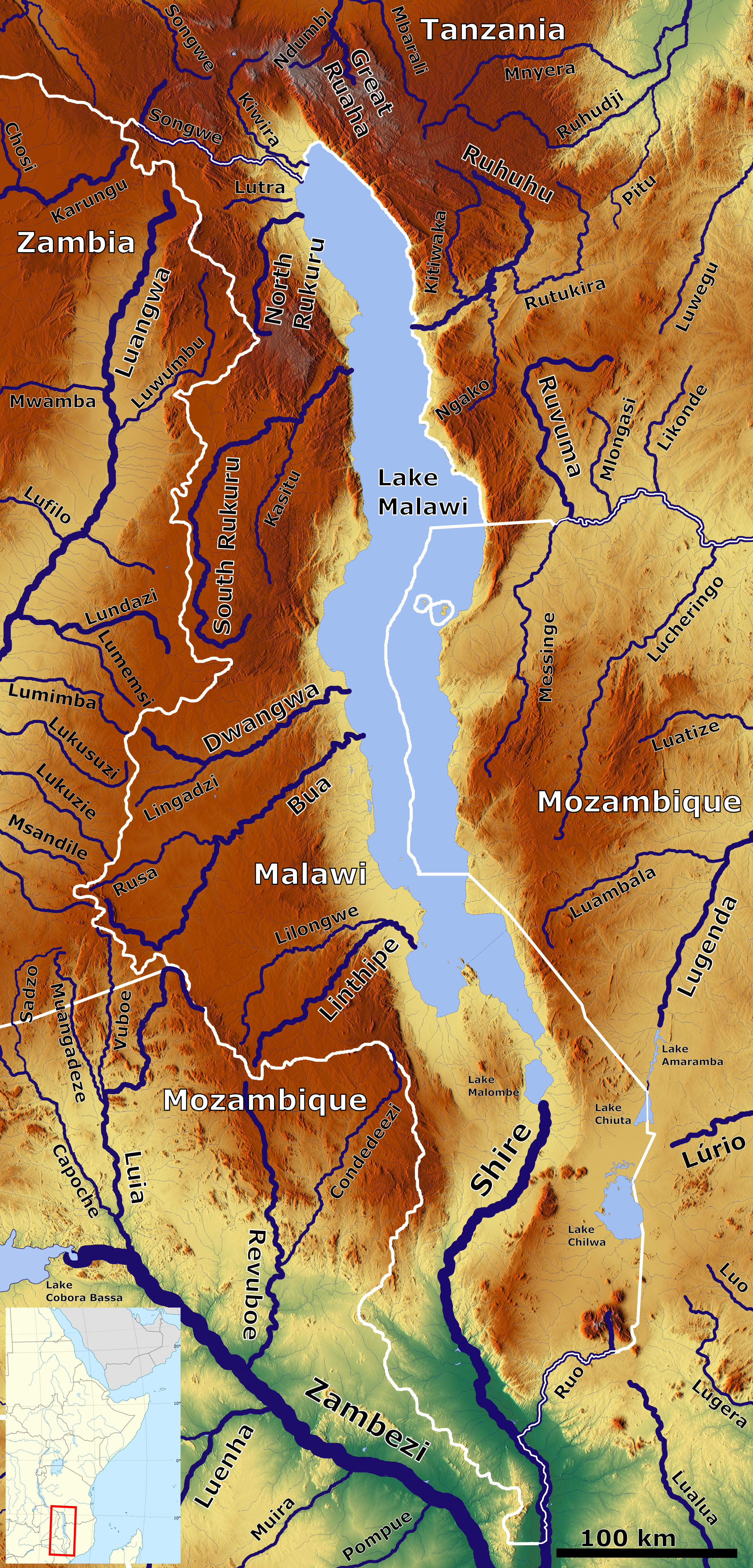
Die größten Flüsse Maawis

Dies ist eine Liste der Flüsse in Malawi. Praktisch der gesamte Binnenstaat entwässert über den Malawisee und den Shire in den Sambesi. Nur der äußerste Südosten entwässert über den Lugenda in den Rovuma. Ebenfalls im Südosten liegt der endorheische Chilwa-See. Die Westgrenze des Landes bildet, abgesehen von Unschärfen, die Einzugsgebietsgrenze zu Sambesi und Luangwa.
Im Folgenden sind die Flüsse Malawis (Auswahl) nach Gewässersystem und Mündungsreihenfolge sortiert.

## Sambesi
- Malawisee
  - Songwe
  - Lufira
  - Nördlicher Rukuru
  - Südlicher Rukuru
    - Kasitu

  - Luweya
  - Dwangwa
    - Lingadzi

  - Bua
    - Rusa

  - Kaombe
  - Linthipe
    - Lilongwe
      - Lombazi

- Shire
  - Ruo

## Rovuma  (Mosambik)
- Lugenda (Mosambik)
  - Lufune
  - Nyenvesi
  - Mandimba
  - Luchimua

## Chilwa-See
- Sambani
- Phalombe
- Likangala